# Melanargia eudaemonia
Melanargia eudaemonia är en fjärilsart som beskrevs av Hans Fruhstorfer 1917. Melanargia eudaemonia ingår i släktet Melanargia och familjen praktfjärilar. Inga underarter finns listade i Catalogue of Life.